# دوشان شفينتو
دوشان شفينتو (Dušan Švento) (مواليد 1 أغسطس 1985)، هو لاعب كرة قدم كان يلعب كلاعب وسط. يلعب مع منتخب سلوفاكيا لكرة القدم منذ عام 2006.

## مسيرته الكروية
لعب دوشان شفينتو خلال مسيرته الاحترافية مع 4 أندية في خمسة عشر موسمًا وسجل خلالها 22 هدفًا ضمن 284 مباراة. حيث فاز في ثلاثة مواسم بالكأس وفي ستة مواسم بالدوري.
خاض دوشان شفينتو مسيرته مع نادي روجومبيروك في موسم 2003–04 ولمدة موسمين، مشاركًا في 38 مباراة سجل خلالها هدفين. ثم انتقل إلى نادي سلافيا براغ في موسم 2005–06 في المرة الأولى ليلعب معه أربعة مواسم ثم في موسم 2016–17 ولمدة موسمين، حيث شارك طوالها في 96 مباراة سجل خلالها 6 أهداف. لينتقل بعدها إلى نادي ريد بول سالزبورغ في موسم 2009–10 ليلعب معه خمسة مواسم، مشاركًا في 124 مباراة سجل خلالها 13 هدفًا. ثم انتقل إلى نادي كولن في موسم 2014–15 ولمدة موسمين، مشاركًا في 26 مباراة سجل خلالها هدفًا واحدًا.

## وصلات خارجية
- دوشان شفينتو على موقع الاتحاد الدولي (مؤرشف)  (الإنجليزية)
- دوشان شفينتو على موقع الاتحاد الأوربي (الإنجليزية)
- دوشان شفينتو على موقع قاعدة بيانات كرة القدم.إي يو (الإنجليزية)
- دوشان شفينتو على موقع ناشيونال فوتبول تيمز (الإنجليزية)
- دوشان شفينتو على موقع Soccerway.com (الإنجليزية)
- دوشان شفينتو على موقع عالم كرة القدم.نت (الإنجليزية)
- دوشان شفينتو على موقع AS.com (الإسبانية)